# مطارح الانظار
مطارح الانظار: تقریر ابحاث الشیخ الاعظم انصاری کتابی از میرزا ابی القاسم نوری طهرانی است که در سال ۱۳۸۷ منتشر و در مراسم کتاب سال جمهوری اسلامی ایران به‌عنوان کتاب برگزیده معرفی شد.